# Genetická choroba

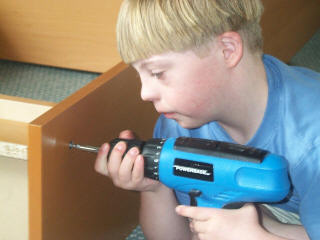
Chlapec s Downovým syndromem vrtá polici.

Genetická choroba, resp. dědičná či genetická nemoc je nemoc, která je geneticky zapříčiněna (např. Downův syndrom, srpkovitá anémie, cystická fibróza nebo Duchenneova svalová dystrofie), podmíněna (např. některé formy rakoviny) či podpořena (poslední skupina není započtena ve všech definicích genetických chorob). Přesto dědičnost není tak jednoznačná a nemusí se projevit. Genetické choroby studuje lékařská genetika.